# Brzuze (gmina)
Brzuze – gmina wiejska w Polsce położona w województwie kujawsko-pomorskim, w powiecie rypińskim. W latach 1975–1998 gmina administracyjnie należała do województwa włocławskiego.
Siedziba gminy to Brzuze.
Według danych z 31 grudnia 2013 gminę zamieszkiwało 5417 osób.

## Struktura powierzchni
Według danych z roku 2002 gmina Brzuze ma obszar 86,25 km², w tym:
- użytki rolne: 80%
- użytki leśne: 6%

Gmina stanowi 14,69% powierzchni powiatu.

## Demografia

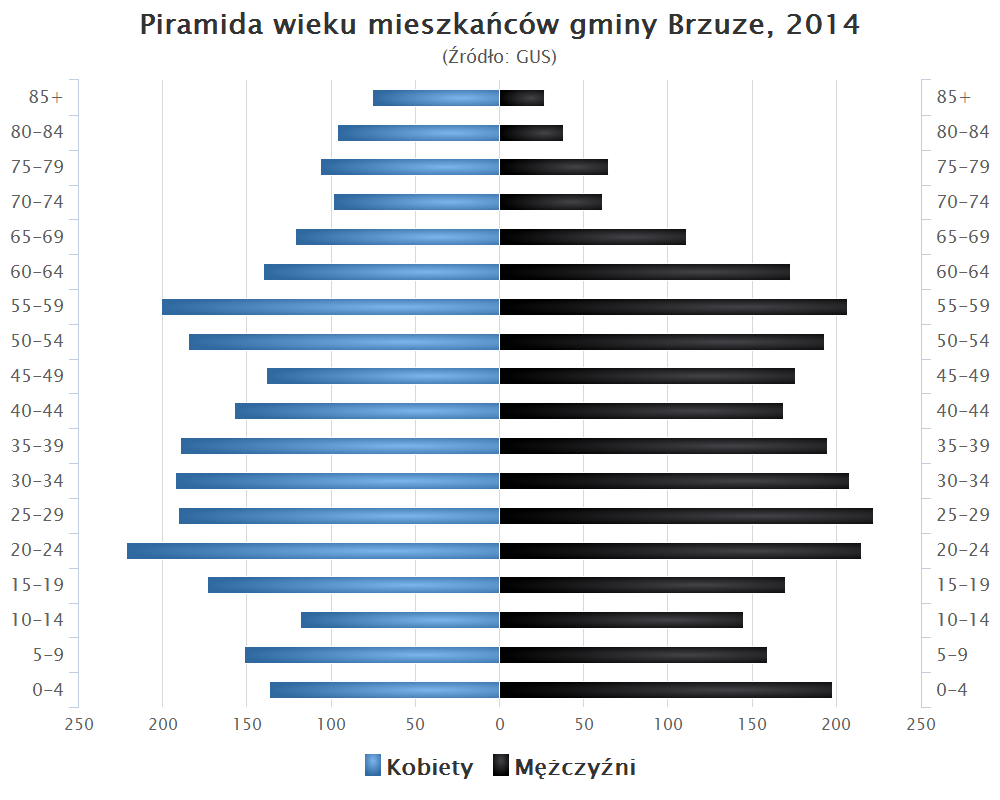
Piramida wieku mieszkańców gminy Brzuze w 2014 roku

Dane z 31 grudnia 2013:
| Opis                              | Ogółem | Ogółem | Kobiety | Kobiety | Mężczyźni | Mężczyźni |
| --------------------------------- | ------ | ------ | ------- | ------- | --------- | --------- |
| jednostka                         | osób   | %      | osób    | %       | osób      | %         |
| populacja                         | 5417   | 100    | 2685    | 49,6    | 2732      | 50,4      |
| gęstość zaludnienia (mieszk./km²) | 62,8   | 62,8   | 31,1    | 31,1    | 31,7      | 31,7      |

## Atrakcje turystyczne w gminie

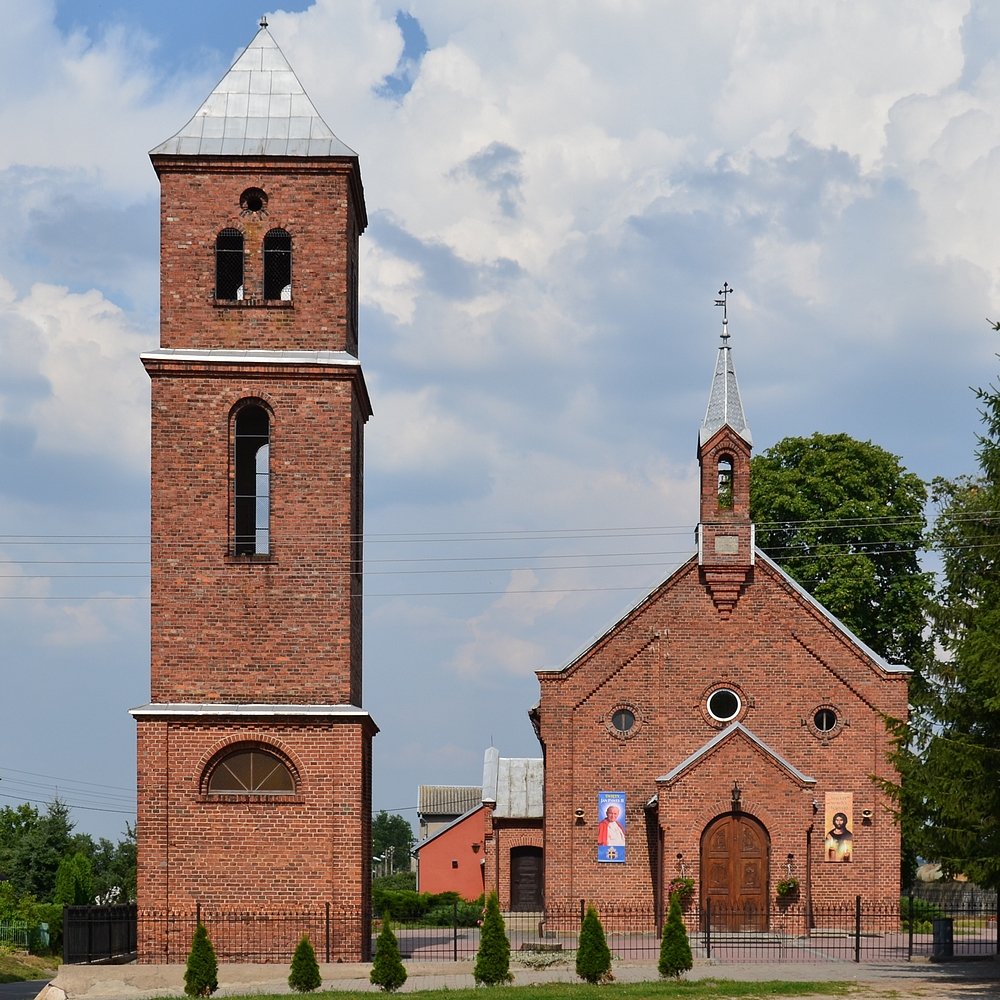
Kościół św. Antoniego w Trąbinie

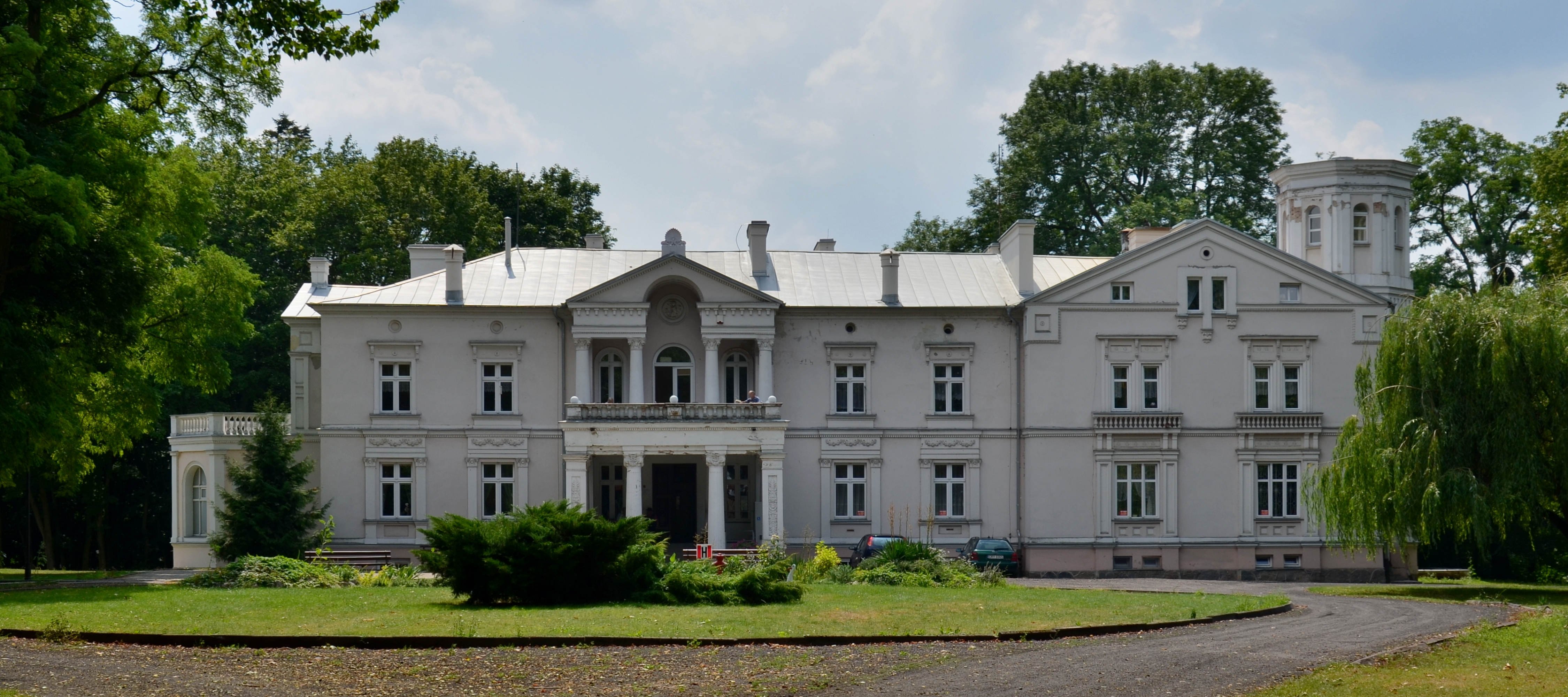
Pałac w Ugoszczu

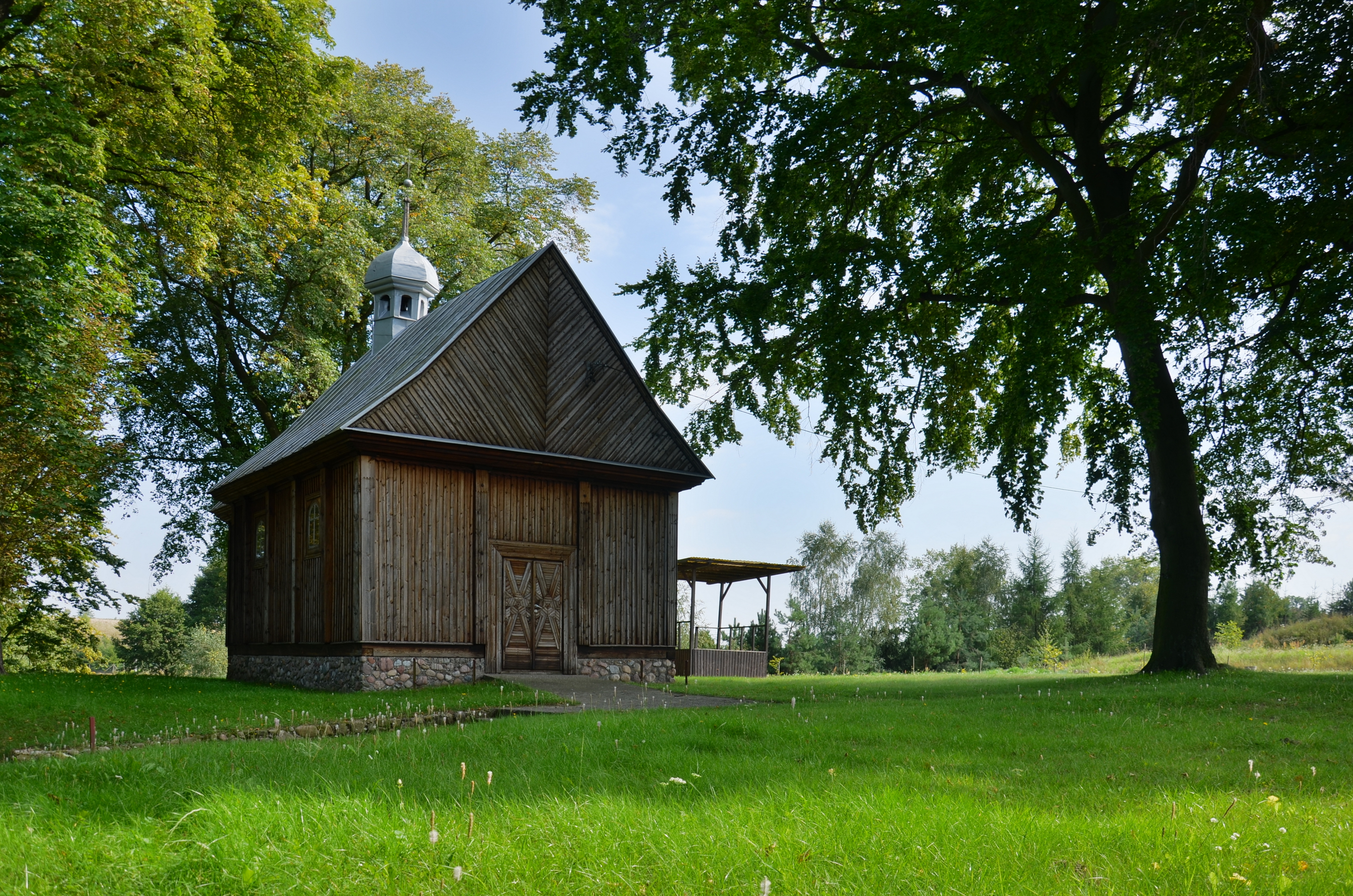
Kaplica w Studziance

- Ostrowite - cukrownia, dwór z XIX w., 
  - kaplica z 1930
  - zespół budynków Cukrowni Ostrowite z 1900
- Gulbiny - las bukowy z licznymi pomnikami przyrody
  - miejsce pobytu F. Chopina i gen. W. Andersa.
- Trąbin - kościół parafialny z 1881 roku
  - cmentarz parafialny z XIX w. z zabytkowymi nagrobkami.
- Ugoszcz - zespół pałacowo-parkowy z drugiej połowy XIX w.
  - brama rokokowa z XVIII w.
- Okonin - graniczący z obszarem chronionego krajobrazu Drumliny Zbójeńskie.
- Somsiory - grodzisko wczesnośredniowieczne Szaniec
  - budynek szkoły z 1919
  - punkty widokowe z przełom Ruźca.
- Żałe - grodzisko wczesnośredniowieczne Kopiec
  - kościół parafialny z 1937
  - cmentarz z końca XIX w.
- Studzianka - kaplica odpustowa z 1704[4]

## Sołectwa
Brzuze, Dobre, Giżynek, Gulbiny, Kleszczyn, Łączonek, Marianowo, Mościska, Okonin, Ostrowite, Piskorczyn, Przyrowa, Radzynek, Somsiory, Trąbin-Rumunki, Trąbin, Ugoszcz, Żałe.

## Pozostałe miejscowości
Duszoty, Julianowo, Krystianowo.

## Sąsiednie gminy
Chrostkowo, Radomin, Rogowo, Rypin, Wąpielsk, Zbójno